# NSK Brave Bearies
Los NSK Brave Bearies (日本精工ブレイブベアリーズ Nippon Seikō Bureibu Bearīzu?) son un equipo de sóftbol femenino de Japón con sede en Konan, Shiga. Compiten en la West Division de la Japan Diamond Softball League (JD.League).

## Historia
Los Brave Bearies fueron fundados en 1972 como equipo de sóftbol de NSK.
La Japan Diamond Softball League (JD.League) se fundó en 2022, y los Brave Bearies se unieron a la nueva liga formando parte de la West Division.

## Roster actual
- Actualizado el abril de 2022.[4]

| Posición        | N.º       | Nombre            | Edad      | Altura              | Bateo     | Lanz.     | Notas     |
| Jugadoras       | Jugadoras | Jugadoras         | Jugadoras | Jugadoras           | Jugadoras | Jugadoras | Jugadoras |
| --------------- | --------- | ----------------- | --------- | ------------------- | --------- | --------- | --------- |
| Lanzadoras      | 16        | Akane Arimoto     | 25 años   | 163 cm (5 ft 4 in)  | Izquierda | Derecha   |           |
| Lanzadoras      | 19        | Nanami Kurihara   | 21 años   | 173 cm (5 ft 8 in)  | Izquierda | Derecha   |           |
| Lanzadoras      | 20        | Reina Yamada      | 27 años   | 155 cm (5 ft 1 in)  | Derecha   | Derecha   |           |
| Lanzadoras      | 29        | Asuka Goto        | 25 años   | 163 cm (5 ft 4 in)  | Derecha   | Derecha   |           |
| Receptoras      | 2         | Hanako Shigeishi  | 27 años   | 159 cm (5 ft 3 in)  | Izquierda | Izquierda |           |
| Receptoras      | 25        | Utano Kuwabata    | 26 años   | 163 cm (5 ft 4 in)  | Derecha   | Derecha   |           |
| Cuadro interior | 1         | Yuzuki Sawa       | 24 años   | 161 cm (5 ft 3 in)  | Derecha   | Derecha   |           |
| Cuadro interior | 4         | Yumi Sudo         | 26 años   | 159 cm (5 ft 3 in)  | Derecha   | Derecha   |           |
| Cuadro interior | 5         | Mika Kuroki       | 25 años   | 157 cm (5 ft 2 in)  | Izquierda | Derecha   |           |
| Cuadro interior | 6         | Marumi Minakata   | 26 años   | 160 cm (5 ft 3 in)  | Izquierda | Derecha   |           |
| Cuadro interior | 8         | Imari Uehara      | 31 años   | 158 cm (5 ft 2 in)  | Izquierda | Derecha   |           |
| Cuadro interior | 10        | Honoka Matsuo     | 28 años   | 162 cm (5 ft 4 in)  | Izquierda | Derecha   |           |
| Cuadro interior | 11        | Yuka Matsumoto    | 30 años   | 151 cm (4 ft 11 in) | Izquierda | Derecha   |           |
| Cuadro interior | 15        | Kazusa Kubo       | 25 años   | 166 cm (5 ft 5 in)  | Derecha   | Derecha   |           |
| Cuadro interior | 24        | Riho Okada        | 27 años   | 159 cm (5 ft 3 in)  | Izquierda | Derecha   |           |
| Jardineras      | 7         | Ibuki Oho         | 22 años   | 159 cm (5 ft 3 in)  | Izquierda | Derecha   |           |
| Jardineras      | 9         | Ruri Tanaka       | 31 años   | 158 cm (5 ft 2 in)  | Izquierda | Derecha   |           |
| Jardineras      | 17        | Yuri Takahara     | 30 años   | 160 cm (5 ft 3 in)  | Izquierda | Derecha   |           |
| Jardineras      | 21        | Miki Miyamura     | 22 años   | 161 cm (5 ft 3 in)  | Izquierda | Derecha   |           |
| Jardineras      | 26        | Aika Sakai        | 23 años   | 162 cm (5 ft 4 in)  | Izquierda | Derecha   |           |
| Cuerpo técnico  |           |                   |           |                     |           |           |           |
| Mánager         | 30        | Takayuki Morisawa | 58 años   | -                   | -         | -         |           |
| Entrenadores    | 31        | Nana Tanabe       | 36 años   | -                   | -         | -         |           |
| Entrenadores    | 32        | Saki Nagamizo     | 34 años   | -                   | -         | -         |           |